# Кежмарок
 Тази статия е за града в Словакия.  За окръга вижте Кежмарок (окръг).  
Кежмарок (на словашки: Kežmarok; на немски: Kesmark/Käsmark; на унгарски: Késmárk; на полски: Kieżmark; на латински: Kesmarkium) е град в Прешовския край в източна Словакия, който се издига по поречието на река Попрад в подножието на Високите Татри.

## История
Свидетелствата за първите човешки поселения в района на Кежмарок датират от новокаменната епоха. През 13 век в района се намират общност от саксонци, словашко рибарско селище, унгарски граничен пост и селище от карпатски германци. Латинското име на мястото се споменава за първи път през 1251 година като Villa (Saxonum apud Ecclesiam) Sancte Elisabeth. През 1269 година Кежмарок се сдобива със собствена градска харта и получава правото да организира собствен пазар за сирене, откъдето идва германското име на града Kesmark (от Käsemarkt – „пазар за сирене“).
През 1433 година градът бил сериозно поразен от нападение на хусити. След 1440 година в Кежмарок се установил да живее графът на Спиш. През 15 век (и по-късно отново през 1655 година), градът добива статут на свободен кралски град, какъвто статут в Кралство Унгария са имали само най-важните градове.
Градът бил укрепление на благородническата фамилия Тьокьоли (Thököly). Унгарският благородник и военен деец Имре Тьокьоли бил роден в града през 1657 година. Починал в изгнание в турски затвор през 1705 година, но през 20 век останките му са върнати в Кежмарок и са погребани в мавзолей в новата евангелистка църква в града.

## Население
До края на Втората световна война в Кежмарок е живеело малко етническо малцинство от германци, т.нар. карпатски германци. Имало е и голяма и дейна еврейска общност. По време на ВСВ при управлението на Първата словашка република близо 3000 от евреите, жители на града, са били депортирани към германските лагери на смъртта. Понастоящем е възстановено съществувалото отпреди войната еврейско гробище.
Според данните от преброяването през 2001 година, градът е бил обитаван 17 383 жители; 95,21% от жителите са били словаци, 1,59% цигани, 0,83% чехи и 0,43% германци. Религиозният профил на града включва 77,50% римокатолици, 10,98% без декларирана религиозна принадлежност, 4,83% лутерани и 2,63% източнокатолици.

## Забележителности
Забележителностите на града включват крепостен замък, много ренесансови къщи на търговци, църкви и музей на античните книги.
Замъкът, известен през Средновековието като манастир „Света Алжбета“, е сред малкото крепостни замъци в Словакия, които не са построени на труднодостъпен хълм, който допълнително да защитава укреплението. Днес функционира като исторически и етнографски музей с акценти върху военното и ловното дело, развивани в областта, и медицинската дейност на д-р Александър, представени с фармацевтична колекция и медицински инвентар, включително и ранен прототип на апарат за рентгенови снимки.
На почетно място, заобиколена от малък парк, е издигната старата евангелистка църква, изградена за първи път през 1688 година изцяло от дърво. В съвременния си вид църквата датира от 1717 година, когато била построена наново едва за 3 месеца. Според сведенията дори и един железен пирон не е използван при градежа на църквата. В нея се помещава и музикален орган от 1719 година, чиито тръби също са дървени. От 2008 година църквата е под закрилата на ЮНЕСКО, наред с останалите дървени църкви в Карпатите.
В близост до града се намират и други забележителности: топлият минерален извор Врбов (5 km), имението „Стражки“ (5 km), къщата музей на Йозеф Пецвал (унгарски математик и физик), пещерата Белянска (15 km).

## Редовни събития
Всяка година през втората седмица на юли се провежда тридневен Фестивал на занаятите, наречен Festival Európske ľudové remeslo (ELRO).